# Sachiko Hidari
Sachiko Hidari (左幸子, Hidari Sachiko, 29 de junho de 1930 - 7 de novembro de 2001) foi uma atriz e cineasta japonesa. Em 1964, ela ganhou o Urso de Prata no 14º Festival de Cinema de Berlim.

## Biografia
Hidari nasceu Sachiko Nukamura (額村幸子) em Asahi, Toyama, como o mais velho de 8 filhos. Se formou na Tokyo Women's College of Physical Education e estreou no cinema em 1952 em Wakaki hi no ayamachi. Entre 1952 e 1995, apareceu em mais de 90 filmes sob a direção de cineastas como Tadashi Imai, Shohei Imamura e Paul Schrader. Em 1964, ganhou o Urso de Prata de Melhor Atriz no 14º Festival Internacional de Cinema de Berlim por seus papéis em Kanojo to kare (1963) e The Insect Woman. Em 1977, dirigiu e estrelou o filme The Far Road, que fez dela a primeira mulher, atriz e diretora desde Kinuyo Tanaka a ter um longa-metragem inscrito no Festival de Cinema de Berlim. Hidari também apareceu no teatro e na televisão. Ela morreu de câncer gástrico em 2001. 
Hidari foi casada com o diretor Susumu Hani de 1959 a 1977, com quem teve uma filha, Mio Hani. Sua irmã é a atriz Tokie Hidari.